# 29. podmorniška flotilja (Wehrmacht)
Za druge 29. flotilje glejte 29. flotilja.
29. podmorniška flotilja je bila bojna podmorniška flotilja v sestavi Kriegsmarine med drugo svetovno vojno.

## Baze
- december 1941 - avgust 1943: La Spezia
- avgust 1943 - september 1944: Toulon

Občasno so bile posamezne podmornice nastanjena tudi v:
- Pulj
- Marseille
- Salamis

## Podmornice
Razredi podmornic
- VIIB, VIIC

Seznam podmornic
- U-73, U-74, U-77, U-81, U-83, U-97, U-205, U-223, U-230, U-301, U-303, U-331, U-343, U-371, U-372, U-374, U-375, U-380, U-407, U-409, U-410, U-414, U-421, U-431, U-443, U-450, U-453, U-455, U-458, U-466, U-471, U-557, U-559, U-562, U-565, U-568, U-573, U-577, U-586, U-593, U-596, U-602, U-605, U-616, U-617, U-642, U-652, U-660, U-755, U-952, U-967, U-969

## Poveljstvo
Poveljnik
- Kapitan korvete Franz Becker (december 1941 - maj 1942)
- Kapitan korvete Fritz Frauenheim (maj 1942 - julij 1943)
- Kapitan korvete Gunther Jahn (avgust 1943 - september 1944)